# Thỏa thuận liên quan đến tàu đắm RMS Titanic
Thỏa thuận liên quan đến tàu đắm RMS Titanic là một hiệp ước dành cho tất cả các quốc gia liên quan đến việc bảo vệ xác tàu đắm tàu RMS Titanic. Sau khi Đạo luật tưởng niệm hàng hải RMS Titanic được thông qua năm 1986, Hoa Kỳ bắt đầu đàm phán vào năm 1997 với Vương quốc Anh, Pháp và Canada để đạt được thỏa thuận bảo vệ xác tàu. Thỏa thuận được ký kết bởi Vương quốc Anh năm 2003 và Hoa Kỳ năm 2004. Mãi đến năm 2019, Mỹ mới phê chuẩn thỏa thuận, và đưa nó có hiệu lực vào ngày 18 tháng 11, ngày ký gửi văn kiện phê chuẩn cho các bên liên quan.

## Bối cảnh

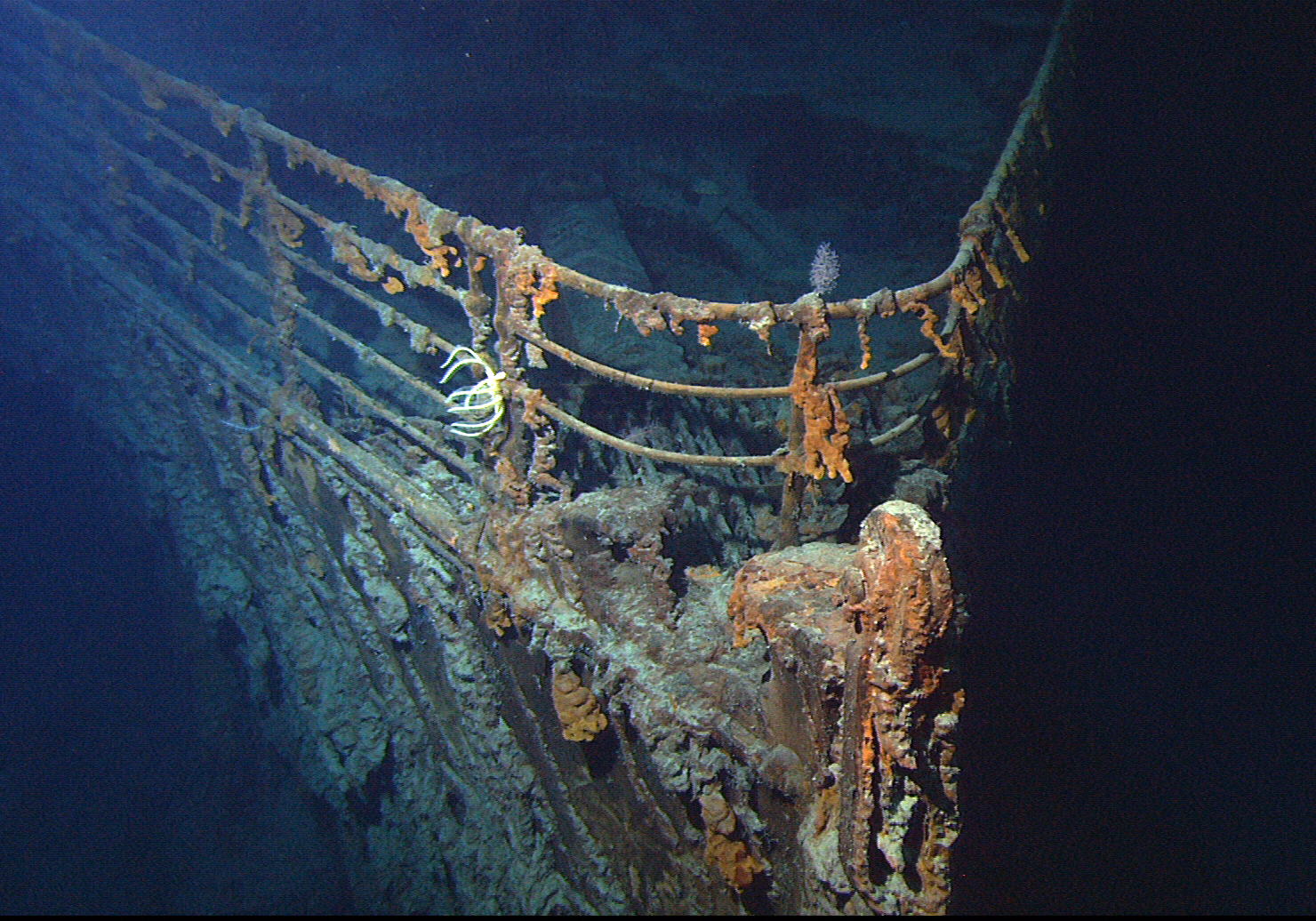
Bông của tàu Titanic bị đắm năm 2004

Vào măm 1912, tàu biển Anh, RMS Titanic, bị chìm sau khi va chạm với một tảng băng trôi ở Bắc Đại Tây Dương khi đang trên đường từ Southampton đến Thành phố New York, Hoa Kỳ. Vị trí của con tàu đắm không thể được xác định cho đến khi được phát hiện vào năm 1985 bởi Robert Ballard, cách 350 hải lý (400 mi; 650 km) ngoài khơi bờ biển Newfoundland, Canada. Ballard bỏ qua để thực hiện một tuyên bố bảo hộ, cho phép con tàu lên trở thành đối tượng cướp bóc và các hoạt động cứu hộ không được kiểm soát. Đáp lại, Hoa Kỳ đã thông qua Đạo luật tưởng niệm hàng hải RMS Titanic năm 1986, công nhận vụ đắm tàu là đài tưởng niệm hàng hải quốc tế, và ủy quyền cho Cơ quan Khí quyển và Đại dương Quốc gia và Bộ Ngoại giao đàm phán về một thỏa thuận quốc tế để bảo vệ xác con tàu chìm.

## Đàm phán và phê chuẩn
Các cuộc đàm phán giữa Vương quốc Anh, Hoa Kỳ, Pháp và Canada được khởi động vào năm 1997 và kết thúc vào ngày 5 tháng 1 năm 2000 với một thỏa thuận. Vương quốc Anh đã ký thỏa thuận này vào ngày 6 tháng 11 năm 2003, bằng cách sử dụng "chữ ký dứt khoát mà không cần bảo lưu", và thông qua Lệnh Bảo vệ Xác tàu đắm (RMS Titanic) năm 2003 theo Đạo luật Giao hàng của Merchant để thực hiện. Hoa Kỳ đã ký thỏa thuận này vào ngày 18 tháng 6 năm 2004.
Vào ngày 15 tháng 4 năm 2012, xác tàu Titanic, nằm trong hải phận quốc tế, tự động được UNESCO bảo vệ, theo Công ước Bảo vệ Di sản Văn hóa dưới nước ban hành năm 2001, yêu cầu bảo vệ các vật thể văn hóa, lịch sử hoặc khảo cổ đã ở dưới nước trong vòng 100 năm..
Mãi đến ngày 18 tháng 11 năm 2019, hiệp ước mới được phê chuẩn bởi Ngoại trưởng Hoa Kỳ, Mike Pompeo, thay mặt cho Hoa Kỳ thông qua và có hiệu lực. Vào ngày đó, công cụ phê chuẩn đã được ký gửi với Vương quốc Anh và thỏa thuận có hiệu lực. Hiệp ước yêu cầu phê chuẩn chỉ bởi hai trong số bốn bên đàm phán để nó có hiệu lực. Hiệp ước yêu cầu cả Vương quốc Anh và Hoa Kỳ điều chỉnh người và tàu theo phạm vi quyền hạn tương ứng của họ trong các tương tác với xác tàu. Cụ thể, cả hai quốc gia có thể cung cấp hoặc từ chối giấy phép để cho phép nhập cảnh vào con tàu đắm hoặc loại bỏ các mặt hàng khỏi nó. Vương quốc Anh đã bày tỏ ý định thúc giục các quốc gia Bắc Đại Tây Dương khác tham gia thỏa thuận này, đặc biệt là Canada và Pháp.

### Chú giải
1. ↑  "US, UK ratify treaty to protect Titanic wreck". AFP. ngày 21 tháng 1 năm 2020. Bản gốc lưu trữ ngày 21 tháng 1 năm 2020. Truy cập ngày 21 tháng 1 năm 2020.
2. 1 2  "RMS Titanic wreck to be protected under historic treaty with US". UK Government. ngày 21 tháng 1 năm 2020. Bản gốc lưu trữ ngày 21 tháng 1 năm 2020. Truy cập ngày 21 tháng 1 năm 2020.
3. ↑  "Safeguarding the RMS Titanic's final resting place". National Oceanic and Atmospheric Administration. ngày 19 tháng 12 năm 2019. Bản gốc lưu trữ ngày 7 tháng 1 năm 2020. Truy cập ngày 21 tháng 1 năm 2020.
4. ↑  "R.M.S Titanic Maritime Memorial Act of 1986". National Oceanic and Atmospheric Administration. ngày 9 tháng 7 năm 2018. Bản gốc lưu trữ ngày 24 tháng 12 năm 2019. Truy cập ngày 21 tháng 1 năm 2020.
5. ↑  "Final Minute of the Negotiations for an Agreement Concerning the Shipwrecked Vessel RMS Titanic" (PDF). NOAA Office of General Counsel. Bản gốc (PDF) lưu trữ ngày 13 tháng 5 năm 2017. Truy cập ngày 14 tháng 4 năm 2020.
6. 1 2  Aznar & Varmer 2013
7. ↑  "Agreement concerning the Shipwrecked Vessel RMS Titanic: status list". Government of the UK. Truy cập ngày 1 tháng 2 năm 2020.
8. ↑  "The Protection of Wrecks (RMS Titanic) Order 2003". UK Government. Bản gốc lưu trữ ngày 12 tháng 9 năm 2016. Truy cập ngày 14 tháng 4 năm 2020.
9. ↑  "R.M.S Titanic - International Agreement". National Oceanic and Atmospheric Administration. ngày 2 tháng 7 năm 2018. Bản gốc lưu trữ ngày 29 tháng 9 năm 2019. Truy cập ngày 21 tháng 1 năm 2020.
10. ↑  Guerin 2012
11. ↑  Godin, Mélissa (ngày 21 tháng 1 năm 2020). "The Titanic Wreck Will Now Be Protected Under a 'Momentous Agreement' With the U.S." Time. Bản gốc lưu trữ ngày 21 tháng 1 năm 2020. Truy cập ngày 21 tháng 1 năm 2020.
12. ↑  "United States Accepts Agreement Protecting Titanic Wreck Site". US Government. ngày 19 tháng 12 năm 2019. Bản gốc lưu trữ ngày 20 tháng 12 năm 2019. Truy cập ngày 21 tháng 1 năm 2020.